# Sông Azat
Sông Azat (tiếng Armenia: Ազատ) là một con sông nằm tại tỉnh Kotayk, Armenia. Thượng nguồn của nó nằm ở sườn phía tây của Dãy núi Gegham, chảy qua Garni, Lanjazat, Arevshat đổ vào sông Aras gần Artashat. Trên dòng sông là đập Azat với mục đích phục vụ cho tưới tiêu và sản xuất điện năng.
Sông Azat được biết đến ở Armenia vì vẻ đẹp của nó. Nó có chiều dài 55 km, với lưu vực rộng 572 km vuông. Nó băng qua Khu bảo tồn quốc gia Rừng Khosrov. tại hạ lưu, nó chảy qua thung lũng Ararat.
Thượng nguồn của dòng sông là nơi có Tu viện Geghard gần làng Garni, phía hữu ngạn của dòng sông. Tu viện cùng với khu vực thượng nguồn của sông Azat đã được UNESCO công nhận là Di sản thế giới từ năm 2000.